# Gran Premio de la India
El Gran Premio de la India fue una carrera válida en el campeonato de Fórmula 1. Fue disputada por primera vez en la temporada 2011 en el Circuito Internacional de Buddh, situado en Greater Noida, Uttar Pradesh (India), que ha sido diseñado por el arquitecto Hermann Tilke.

## Historia
En julio de 2007 se propuso la construcción de un circuito en Greater Noida para albergar una carrera en la temporada 2009 de Fórmula 1. En septiembre de 2007, se propusieron dos lugares para el circuito: Sohna (Haryana) y Greater Noida (Uttar Pradesh) para albergar una carrera para la temporada 2010. En octubre de 2007 la FIA firmó un contrato con JPSK Sports Private Limited para organizar una carrera de Fórmula 1 en la India.
En 2014 la carrera no se disputó por motivos políticos y logísticos.

## Ganadores
| Año  | Piloto               | Constructor      | Circuito | Resultado  |
| ---- | -------------------- | ---------------- | -------- | ---------- |
| 2011 | Sebastian Vettel     | Red Bull-Renault | Buddh    | Resultados |
| 2012 | Sebastian Vettel (2) | Red Bull-Renault | Buddh    | Resultados |
| 2013 | Sebastian Vettel (3) | Red Bull-Renault | Buddh    | Resultados |

## Estadísticas

### Pilotos con más victorias
| Victorias | Piloto           | Años             |
| --------- | ---------------- | ---------------- |
| 3         | Sebastian Vettel | 2011, 2012, 2013 |

### Constructores con más victorias
| Victorias | Constructor | Años             |
| --------- | ----------- | ---------------- |
| 3         | Red Bull    | 2011, 2012, 2013 |